# Eboy
Eboy (auch eboy) ist eine 1998 gegründete Gruppe von deutschen Künstlern und freiberuflichen Grafikdesignern, die sich auf Pixel-Art spezialisiert hat und seltener auch Vektorgrafiken herstellt. Gründungsmitglieder der in Berlin-Wedding arbeitenden Gruppe sind Steffen Sauerteig, Svend Smital und Kai Vermehr; der zwischenzeitlich hinzugestoßene Peter Stemmler (New York City) verließ die Gruppe im Januar 2007 wieder, um sich auf sein Projekt Quickhoney zu konzentrieren. 

## Werke
Die Arbeiten der Designer umfassen unter anderem Werbeaufträge von MTV, Adidas und SAP, Illustrationen für Publikationen wie Die Woche, Die Zeit oder The Face sowie das Titelbild des „Spiegel“ vom 10. August 2009 und den Entwurf einer Spielzeugserie namens Peecol. Die größte Verbreitung fanden ihre isometrischen Stadtansichten, zum Beispiel von London oder Tokio. Ihre Bilddatenbank brachte eboy 2002 in dem Band Hello Eboy heraus. Die Gruppe zeigte Drucke ihrer Werke auf verschiedenen Ausstellungen, zum Beispiel Pixelesque im Mai/Juni 2004 in der Maxalot Gallery in Barcelona oder als Teil von Digital Aesthetic 2 im Vereinigten Königreich im Frühjahr 2007. Sie trat auf Konferenzen wie der Typo Berlin 2006 oder der Pictoplasma Conference des Projekts Pictoplasma auf.